# Fric-frack
Fric-frack (Opposites A-Frack) est le cinquième épisode de la vingt-sixième saison de la série télévisée Les Simpson et le 557e épisode de la série. Il est sorti en première sur le réseau Fox le 2 novembre 2014.

## Synopsis
Un soir, à table, Marge se montre plus attentionnée que d'habitude avec Homer, ce qui finit par éveiller ses soupçons. Et pour cause : ses deux belles-sœurs vont être hébergées temporairement à la maison. Homer accepte à la condition qu'elles ne fument pas devant les enfants et pour être certain qu'elles tiennent leur promesse, il place de nombreux détecteurs de fumée dans chaque pièce, sauf dans les toilettes. Patty et Selma ne résistent pas longtemps à leur addiction au tabac et tentent de fumer aux WC en ouvrant l'eau pour qu'Homer ne se doute de rien. 
C'est alors qu'une violente explosion se produit : l'eau du robinet a mystérieusement pris feu. D'abord surprise, Lisa soupçonne qu'un tel phénomène soit lié à des fractures hydrauliques résultant elles-mêmes d'une exploitation de gaz de schiste sous leur quartier. Aidée de son frère, Lisa ne tarde pas à découvrir le responsable : Mr Burns.
Afin d'obliger l'impitoyable ploutocrate à renoncer à son projet illégal, la jeune fille décide de faire appel à une députée démocrate, Maxine Lombard, pour le raisonner. Mais les deux opposants tombent rapidement amoureux l'un de l'autre... 

## Réception
Lors de sa première diffusion l'épisode a attiré 4,24 millions de téléspectateurs.